# Augustiner-Chorherrenstift Jaroměř
Das ehemalige Augustiner-Chorherrenstift Jaroměř (historisch „Jaromir“; tschechisch Augustiniánsky klášter v Jaromeři, auch klášter augustiniánů kanovníků; lateinisch Monasterium sancti Appollinaris in Jarmirensis canonicorum regularium sancti Augustini) in Jaroměř gehörte zum Archidiakonat Königgrätz im Erzbistum Prag und lag im Königgrätzer Kreis im Königreich Böhmen.

## Geschichte
Das Augustiner-Chorherrenstift in Jaroměř / Jaromir wurde 1349 durch den ersten Prager Erzbischof Ernst von Pardubitz gegründet. Es war nach dem Augustiner-Chorherrenstift Raudnitz das zweite Chorherrenstift in Böhmen. Die Stiftsgebäude für acht Kanoniker und einen Propst sowie die zugehörige Marienkirche wurden außerhalb der Stadtmauern in der Prager Vorstadt errichtet. Zugleich wurden die Kanoniker mit der Seelsorge an der Pfarrkirche St. Nikolaus beauftragt, die sich innerhalb der Stadtmauern befand. Sie unterstand bis dahin mit allen Rechten und Einkünften der Propstei der Allerheiligenkapelle auf der Prager Burg. Deshalb musste sich der Jaroměřer Konvent verpflichten, der Allerheiligenpropstei jährlich 24 Schock Prager Groschen zu bezahlen bzw. alternativ den Gegenwert in Naturalien zu erstatten.
Erst 1358 erteilte Papst Innozenz VI. die Zustimmung zur Umwandlung der Pfarrkirche St. Nikolaus in eine Klosterkirche. Wegen der Entfernung zwischen dem Kloster und der Pfarrkirche erbaten die Kanoniker von Erzbischof Zbynko Zajíc von Hasenburg die Genehmigung, bei der Pfarrkirche in der Stadt neue Klostergebäude errichten zu dürfen. Kurz nach seinem Amtsantritt genehmigte der Bischof das Vorhaben am 5. Mai 1404 und übertrug das Stiftungsvermögen der Marienkirche an die Pfarrkirche St. Nikolaus. Zugleich verpflichtete er die Kanoniker zur täglichen Feier der hl. Messe in der Marienkirche für die dort bestatteten Personen. Nach der Übersiedlung in die Stadt begannen die Kanoniker um 1410 mit dem Bau einer neuen Kirche an der Stelle der bisherigen Nikolauskirche. Geplant war ein saalartiger Hallenbau nach dem Vorbild der Klosterkirche des Breslauer Sandstifts. Der Bau konnte jedoch wegen der Hussitenkriege nicht fertiggestellt werden.
Der Umfang des Stiftsvermögens ist nicht bekannt. Im Laufe der Zeit erwarb die Kanonie die Dörfer Třebešov Větší und Třebešov Menší (Trebeschau), Říkov, Doubravice an der Aupa sowie den Wald Mnichovec (Mönchswald), der zur Försterei Království bei Německá Brusnice (Deutsch Prausnitz) gehörte. Unter dem Propst Peter wurden im Jahre 1404 Höfe in Třebešov sowie in Unter- und Ober-Doubravice errichtet und an die dortigen Bewohner verpachtet.
Am 15. Mai 1421 eroberten die Hussiten die Stadt Jaroměř und brannten das Chorherrenstift nieder. Wegen der drohenden Gefahr waren einige Kanoniker schon vorher in das Augustiner-Chorherrenstift Sagan im Herzogtum Sagan geflohen. Die verbliebenen sieben oder acht Kanoniker und der Propst Stephan sowie 14 andere Priester, die sich im Stift versteckt hatten, wurden, da sie ein Bekenntnis zu den Vier Prager Artikeln ablehnten, bei lebendigem Leibe verbrannt. Das ergibt sich aus dem Traktat „De longaevo schismate“ des Saganer Propstes Ludolf, der gute Kontakte zu den Raudnitzer Stiften unterhielt und Einzelheiten über das Geschehen von böhmischen Flüchtlingen erfahren hatte. Einer der überlebenden Kanoniker war Remigius, der letzte Propst von Jaroměř († 1450). Er hatte sich zusammen mit dem Sadskaer Propst Peter und dem Raudnitzer Propst Matěj Vrabec (Matthias Sperling) an der Visitation des Breslauer Sandstifts beteiligt, mit der der damalige Breslauer Generalvikar Peter Nowak von Bischof Konrad von Oels beauftragt wurde. Die Visitation führte zu dem Ergebnis, dass das Sandstift aus der Kongregation von Arrouaise austrat und sich der Raudnitzer Kongregation anschloss.
Gebetsverbrüderungen vereinbarten die Chorherren von Jaroměř 1362 mit dem Mutterkloster Raudnitz und dem ebenfalls von Erzbischof Ernst gegründeten Stift Glatz, 1376 mit Wittingau und Sternberg, 1397 mit Landskron und Fulnek und 1412 im Exil mit dem Fronleichnamsstift in Kazimierz bei Krakau.
Der Bau der 1410 begonnenen St.-Nikolaus-Kirche konnte wegen des Untergangs des Stifts durch die Hussitenkriege erst Anfang des 16. Jahrhunderts in reduzierter Form vollendet werden. Aus der Zeit um 1410 hat sich lediglich das reich geschmückte Hauptportal erhalten. Die Marienkirche vor der Stadt wurde nicht wieder aufgebaut.

## Pröpste
- Peter (1349–1371)
- Jakob (1371–1418)
- Stephan (1418–1421)
- Das Raudnitzer Nekrolog führt (ohne Angabe der Jahreszahlen) noch die Pröpste
  - Konrad und
  - Nikolaus auf.
- Remigius, letzter Propst (gewählt im Exil), starb nach dem Raudnitzer Nekrolog am 8. Januar 1450 in Breslau.